# Vassoura
Williams Oliveira do Nascimento, meglio noto con lo pseudonimo Vassoura (Jaboatão dos Guararapes, 26 aprile 1985), è un giocatore di calcio a 5 brasiliano naturalizzato azero.

## Biografia
Cresciuto con la nonna materna per via del disinteresse dei genitori, trascorre l'infanzia nella periferia di Recife giocando e dormendo per strada e  vivendo di espedienti. All'età di sedici anni viene tesserato da una società locale che lo avvia verso la carriera sportiva.

## Carriera
Nel luglio del 2016 si trasferisce all'Araz Naxçıvan in modo da ottenere la cittadinanza azera e disputare con la nazionale caucasica il Mondiale 2016. Nel luglio del 2019 si trasferisce all'Al-Arabi. Il 16 gennaio 2022 viene incluso nella lista definitiva dei convocati dell'Azerbaigian per il campionato europeo 2022.